# American Neurological Association
L'American Neurological Association (ANA) ou Association américaine de neurologie est une société savante — fondée en juin 1875 — composée de neurologues et neuroscientifiques. Ses objectifs visent à former des neurologues et médecins en neurosciences, à élargir le panel de la compréhension inhérente aux maladies du système nerveux et à en explorer le champ des perspectives thérapeutiques.

## Présidents
- James Stewart Jewell (1875–1879)
- Frank T. Miles (1880)
- Roberts Bartholow (1881)
- William Alexander Hammond[2] (1882)
- Robert T. Edes (1883)
- Isaac Ott (1884)
- Burt G. Wilder (1885)
- Charles K. Mills (1886)
- Landon C. Gray (1887)
- James J. Putnam (1888)
- Édouard Séguin (1889)
- Edward Charles Spitzka (1890)
- Wharton Sinkler (1891)
- Charles Loomis Dana (1892)
- Henry Lyman (1893)
- Bernard Sachs (1894)
- Philip C. Knapp (1895)
- Francis Xavier Dercum (1896)
- Moses Allen Starr (1897)
- Graeme M. Hammond (1898)
- James Hendrie Lloyd (1899)
- Edward D. Fisher (1900)
- George Lincoln Walton (1901)
- Joseph Collins (en)[3] (1902)
- James W. Putnam (1903)
- Frank R. Fry (1904)
- William Gibson Spiller (1905)
- Henry Stedman (1906)
- Hugh Talbot Patrick
- Charles W. Burr (1908)
- S. Weir Mitchell (1909)
- Morton Prince (1910)
- Henry M. Thomas (1911)
- William N. Bullard (1912)
- Pearce Bailey (1913)
- Henry Hun (1914)
- George W. Jacoby (1915)
- Lewellys F. Barker (1916)
- Edward Wyllys Taylor (1917)
- Theodore Weisenburg (1918)
- James McBride (1919)
- J. Ramsey Hunt (1920)
- Sidney I. Schwab (1921)
- Adolf Meyer (1922)
- Harvey Cushing (1923)
- Charles K. Mills (1924)
- Frederick Peterson (1925)
- Frederick Tilney (1926)
- Peter Bassoe (1927)
- Charles Loomis Dana (1928)
- Charles H. Frazier (1929)
- Smith Ely Jelliffe (1930)
- James B. Ayer (1931)
- Bernard Sachs (1932)
- Daniel McCarthy (1933)
- Israel Strauss (1934)
- Colin K. Russell (1935)
- Albert M. Barrett (1936)
- Henry Donaldson (1937)
- Charles A. Elsberg (1938)
- William B. Cadwalader (1939)
- Robert Foster Kennedy (1940)
- H. Douglas Singer (1941)
- Harry Soloman (1941)
- Lewis J. Pollock (1942)
- Edwin Zabriskie (1944)
- Walter Schaller (1945-46)
- Henry Alsop Riley (1947)
- George Wilson (1948)
- Stanley Cobb (1949)
- Henry W. Woltman (1950)
- Wilder Penfield (1951)
- S. Bernard Wortis (1952)
- Hans H. Reese (1953)
- Roland P. Mackay (1954)
- Percival Bailey (1955)
- Johannes M. Nielson (1956)
- H. Houston Merritt (1957)
- Israel S. Wechsler (1958)
- Bernard J. Alpers (1959)
- Derek E. Denny-Brown (1960)
- Harold G. Wolff (1961)
- James L. O’Leary (1962)
- Charles D. Aring (1963)
- Richard B. Richter (1964)
- Russell DeJong (1965)